# みかか

JISキーボードにおいて、「N」のキーは「み」に、「T」のキーは「か」に対応する。

みかかとは、日本のパソコン通信のスラングでNTT（旧・日本電信電話）を指す言葉である。

## 概説
JISキーボードにおいて、かな入力モードで「N」「T」「T」とタイプすると「み」「か」「か」と入力される事に由来する。転じて電話料金を意味することもあった。パソコン通信のユーザーは、初期のインターネット接続の主要なユーザーでもあり、そのままインターネットスラングにもなった。
パソコン通信サービスが始まった1980年代から、インターネットが一般化した1990年代において、一般ユーザーのパソコン通信やインターネット、家庭用オンラインゲームのネットワークへの接続手段はダイヤルアップ接続 に限られていた。また、当時パソコン通信やインターネットのアクセスラインはNTTの独占であり、いわゆる競合他社が事実上存在しなかったことで、諸外国と比較しても高額な通信料を支払う必要があった。
そのため、長時間の接続を行うネットユーザー にとって、NTTからの料金請求は恐怖の代名詞であり、NTTから郵送される請求書を「みかかからのラブレター」と形容したり、「今月は繋ぎ過ぎでみかかが怖い」などといった表現が多く用いられていた。
その後、1995年（平成7年）に「テレホーダイ」が誕生し、2000年頃から一般向けの高速・定額制のブロードバンド接続サービスが普及したことで、「みかか」がネット接続料金を指して使われることは殆ど無くなったが、2010年代以降も、2ちゃんねるの一部のスレッドでは、単にNTTやNTT系列の企業を指す言葉として使われる事があるほか、NTT東日本の子会社であるエヌ・ティ・ティ・スポーツコミュニティ株式会社が2024年まで運営していたプロサッカークラブである「大宮アルディージャ」（現在のRB大宮アルディージャ）を指すスラングにもなっている。
同様に、パソコン通信全盛期に日本国内におけるパソコンの実質上の標準機PC-9800シリーズを販売していた日本電気に対しては、「みいそ（NEC）」という隠語が用いられていた。
元々はパソコン通信利用者の間で生まれた言葉ではあるが、2017年（平成29年）以降はNTTが「ニコニコ超会議」の出展ブースで『みかか』を公式に使用している。